# Dirk Clarysse
Dirk Clarysse (Roeselare, 1º  febbraio 1964) è un ex ciclista su strada belga, professionista dal 1986 al 1989, e di nuovo dal 2006 al 2007.

## Carriera
Professionista negli anni '80, Dirk Clarysse ha vinto un'edizione della Bruxelles-Ingooigem e varie gare regionali in Belgio. Si è anche classificato terzo in una tappa del Giro del Lussemburgo nel 1986. Dopo il suo ritiro, avvenuto nel 1989 a soli 25 anni, decise di abbandonare il mondo del ciclismo, salvo poi ritornarvi nel 2006, ottenendo due secondi posti alla Gullegem Koerse. Si ritirò poi definitivamente nel 2007, all'età di 43 anni.

## Palmarès
- 1985 (TeVe Blade, una vittoria)

Izegem-Koers
- 1986 (TeVe Blade, due vittorie)

De Pinte
Izegem-Koers
- 1987 (TeVe Blade, una vittoria)

Bruxelles-Ingooigem

### Altri successi
- 1986 (TeVe Blade)

GP Gemeente Kortemark
- 1989 (La William - Fondua - Euroclean)

Criterium di Vrasene
Criterium di Temse
GP Gemeente Kortemark

## Piazzamenti

### Grandi Giri
- Giro d'Italia

1988: ritirato (19ª tappa)

### Classiche monumento
- Giro delle Fiandre

1987: 74°